# Гаричев, Сергей Николаевич
Сергей Николаевич Гаричев  (род. 1949, СССР) — российский учёный-радиофизик, доктор технических наук, заведующий кафедрой «Волновые процессы и системы управления» МФТИ. С 2008 по (не позже) 2017 был деканом ФРТК МФТИ. Имеет опыт предпринимательской деятельности. С 2017 г. является директором (проректором) по исследованиям, разработкам и коммерциализации МФТИ. Лауреат Премии Правительства Российской Федерации в области образования (2013).

## Биография
По окончании факультета радиотехники и кибернетики (ФРТК) МФТИ трудился в ЦКБ «Алмаз», карьеру в учреждении завершил в должности главного конструктора САПР антенной техники.
Защитил кандидатскую и докторскую диссертации по техническим наукам по специальности «Радиотехнические системы спецназначения».
Старший научный сотрудник по специальности «Системы автоматизации проектирования»
Уже в годы Перестройки в дополнение к основной специальности глубоко интересовался экономикой, что выразилось в подготовке с соавторами отдельной главы, посвящённой экономике антенностроения в сборнике «Проблемы антенной техники» (1989 г.).
В скором времени систему своих технических, организационных и экономических знаний и навыков применяет в предпринимательской деятельности в качестве директора Московского карбюраторного завода (АМО ЗИЛ), директора Подольского и Курского аккумуляторных заводов, директора по стратегическому развитию Корпорации «МВС» (ИФК «Метрополь») и ряде других деловых начинаний.

## Научно-организационная и преподавательская деятельность
- заместитель заведующего базовой кафедры «Прикладная электродинамика» (НИИ «Радиофизика»)
- декан ФРТК МФТИ (с 2008 по 2017 г.)
- директор (проректор) по исследованиям, разработкам и коммерциализации МФТИ (с мая 2017 г.)[4]

## Награды и премии
- Премия Правительства Российской Федерации в области образования — 2013 год — (совм. с Астапенко Валерием Александровичем, проф. ФРТК, и А. В. Старовойтовым, проф. базовой каф., директора ФГНУ ЦИТиС, акад. А. А. Орликовским, проф. Ю. В. Протасовым и др.) за научно-практическую разработку "Создание базы знаний «Электроника» на основе генерации серии тематических баз и банков данных по фундаментальным разделам физической и прикладной электроники и издание серии учебников и учебных пособий «Электроника в техническом университете»[5]
- Почётный работник высшего профессионального образования Российской Федерации[1]